# Zoolea
Zoolea (лат.) — род насекомых из семейства настоящих богомолов отряда богомоловых. Распространены в Южной Америке. К роду относят 5 видов.

## Внешний вид и строение
Характерной чертой этого рода являются бедра передних конечностей с развитыми предвершинными лопастями. Этот род включает виды виды, известные как «богомолы-единороги».

## Виды
Mantodea Species File указывает следующие виды:
- Zoolea descampsi Roy & Ehrmann, 2009
- Zoolea lobipes Olivier, 1792 typus
- Zoolea major Giglio-Tos, 1914
- Zoolea minor Giglio-Tos, 1914
- Zoolea orba Burmeister, 1838